# Classe B (sous-marin norvégien)
Pour les articles homonymes, voir Classe B.
La classe B était la deuxième classe de sous-marins de la Marine royale norvégienne, après la classe A. Les sous-marins étaient basés sur la classe américaine Holland (classe L). Les six bateaux de la classe ont été construits sous licence, de 1922 à 1929, au chantier naval Karljohansvern à Horten, en Norvège.

## Les sous-marins norvégiens pendant la Seconde Guerre mondiale
La Norvège est entrée dans la Seconde Guerre mondiale lors de l’attaque allemande du 9 avril 1940. À cette époque, le pays comptait neuf sous-marins en service : six sous-marins anciens de classe B et trois, encore plus anciens, de classe A (les A-2, A-3 et A-4) en service depuis 1913.
Lorsque les navires allemands ont pénétré au-delà d’Odderøya, les B-2 et B-5 ont quitté Kristiansand dans la lumière grise. Ils ont été repérés par des avions ennemis et ont essuyé des tirs. Les deux sous-marins ont plongé et ils sont restés au fond pendant plusieurs heures. Plus tard, ils ont plongé à nouveau, puis sont retournés à Fiskåtangen. Les bateaux sont restés là, et la Kriegsmarine les a capturés le 11 avril.
Les B-1 et B-3 étaient stationnés dans le nord de la Norvège lorsque la guerre est arrivée.

## Navires

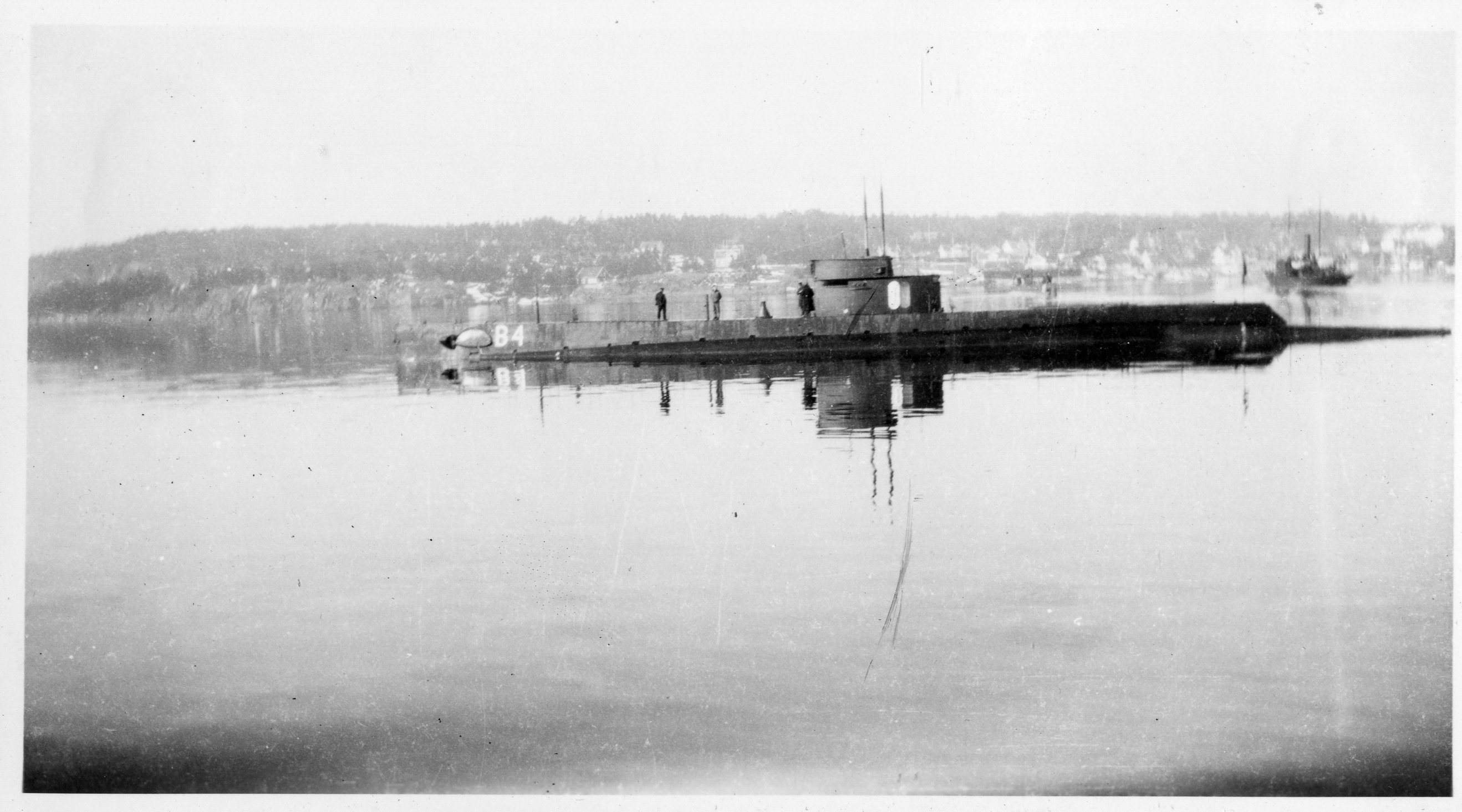
Le B-4 à Valløbukta près de Tønsberg à Vestfold

- B-1 (1922-1946) : s’enfuit de Narvik le 8 juin 1940 vers le Royaume-Uni, à la base navale de Rosyth en Écosse via Liland, Vardø et les îles Féroé[1].
- B-2 (1923-1940) : capturé par les Allemands à Fiskå à Kristiansand le 11 avril 1940.
- B-3 (1923-1940) : sabordé le 10 juin 1940 par son propre équipage à Alsvåg, Vesterålen, pour empêcher sa capture par les Allemands. Il avait reçu l’ordre de s’échapper au Royaume-Uni, mais il en a été empêché par une explosion dans ses batteries[2].
- B-4 (1923-1940) : en carénage au principal chantier naval de la Marine à Horten[1], il a été pris par les Allemands à Filtvet, à l’extrémité du détroit de Drøbak, le 10 avril 1940.
- B-5 (1929-1940) : capturé par les Allemands à Fiskå le 11 avril 1940.
- B-6 (1929-1940) : se rend aux troupes allemandes le 18 mai sous la menace du bombardement du port de Florø. Utilisé pendant quelques années comme navire-école allemand, puis démoli[1].